# العلاقات النرويجية الفرنسية
العلاقات النرويجية الفرنسية هي العلاقات الثنائية التي تجمع بين النرويج وفرنسا.

## مقارنة بين البلدين
هذه مقارنة عامة ومرجعية للدولتين:
| وجه المقارنة                                              | النرويج                                                   | فرنسا                                                    |
| --------------------------------------------------------- | --------------------------------------------------------- | -------------------------------------------------------- |
| المساحة (كم2)                                             | 385.21 ألف                                                | 643.80 ألف                                               |
| عدد السكان (نسمة)                                         | 5.33 مليون                                                | 67.12 مليون                                              |
| الكثافة السكانية (ن./كم²)                                 | 13.84                                                     | 104.26                                                   |
| العاصمة                                                   | أوسلو                                                     | باريس                                                    |
| اللغة الرسمية                                             | بوكمول، لغات السامي، نينوشك، اللغة النرويجية              | لغة فرنسية                                               |
| العملة                                                    | كرونة نروجية                                              | يورو، فرنك س ف ب، فرنك فرنسي، Livre tournois ‏            |
| الناتج المحلي الإجمالي (بليون دولار)                      | 398.83 مليار                                              | 2.58 تريليون                                             |
| الناتج المحلي الإجمالي (تعادل القوة الشرائية) بليون دولار | 322.23 مليار                                              | 2.87 تريليون                                             |
| الناتج المحلي الإجمالي الاسمي للفرد دولار أمريكي          | 74.40 ألف                                                 | 36.20 ألف                                                |
| الناتج المحلي الإجمالي للفرد دولار أمريكي                 | 65.61 ألف                                                 | 39.33 ألف                                                |
| مؤشر التنمية البشرية                                      | 0.944                                                     | 0.888                                                    |
| رمز المكالمات الدولي                                      | +47                                                       | +33                                                      |
| رمز الإنترنت                                              | .no                                                       | .fr، .bzh ‏، .tf، .re، .wf، .yt، .pm، .paris              |
| المنطقة الزمنية                                           | ت ع م+01:00، ت ع م+02:00، توقيت وسط أوروبا، أوروبا/أوسلو ‏ | أوروبا/باريس ‏، توقيت وسط أوروبا، توقيت وسط أوروبا الصيفي |

## مدن متوأمة
في ما يلي قائمة باتفاقيات التوأمة بين مدن نرويجية وفرنسية:
- ترتبط كريستيانساند مع أورليان باتفاقية توأمة.
- ترتبط ستافانغر مع تولوز باتفاقية توأمة منذ 1948.
- ترتبط ليلستروم مع Combourg [الإنجليزية]‏ باتفاقية توأمة.
- ترتبط ليلهامر مع أوترانس [الإنجليزية]‏ باتفاقية توأمة.

## منظمات دولية مشتركة
يشترك البلدان في عضوية مجموعة من المنظمات الدولية، منها:
| علم المنظمة | اسم المنظمة                               | تاريخ انضمام النرويج | تاريخ انضمام فرنسا |
| ----------- | ----------------------------------------- | -------------------- | ------------------ |
|             | وكالة الفضاء الأوروبية                    | 30 ديسمبر 1986       | 30 أكتوبر 1980     |
|             | بنك التنمية الآسيوي                       | 1966                 | 1970               |
|             | وكالة ضمان الاستثمار متعدد الأطراف        | 9 أغسطس 1989         | 28 ديسمبر 1989     |
|             | منظمة التعاون الاقتصادي والتنمية          | ?                    | 7 أغسطس 1961       |
|             | الأمم المتحدة                             | 27 نوفمبر 1945       | 24 أكتوبر 1945     |
|             | الوكالة الدولية للطاقة                    | ?                    | ?                  |
|             | الفريق المعني برصد الأرض                  | ?                    | ?                  |
|             | مركز تنسيق الحركة في أوروبا ‏              | ?                    | ?                  |
|             | منظمة حظر الأسلحة الكيميائية              | ?                    | ?                  |
|             | منظمة التجارة العالمية                    | 1995                 | 1995               |
|             | منظمة الشرطة الجنائية الدولية             | ?                    | ?                  |
|             | البنك الإفريقي للتنمية                    | 1963                 | ?                  |
|             | منظمة الأمن والتعاون في أوروبا            | 25 يونيو 1973        | 25 يونيو 1973      |
|             | مؤسسة التنمية الدولية                     | 24 سبتمبر 1960       | 30 ديسمبر 1960     |
|             | حلف شمال الأطلسي                          | 4 أبريل 1949         | 4 أبريل 1949       |
|             | نظام تحكم تكنولوجيا القذائف               | 1990                 | 1987               |
|             | يونسكو                                    | 4 نوفمبر 1946        | 4 نوفمبر 1946      |
|             | مجلس أوروبا                               | 5 مايو 1949          | 5 مايو 1949        |
|             | اتحاد المدفوعات الأوروبي ‏                 | ?                    | ?                  |
|             | الاتحاد البريدي العالمي                   | ?                    | ?                  |
|             | البنك الدولي للإنشاء والتعمير             | 27 ديسمبر 1945       | 27 ديسمبر 1945     |
|             | اتفاقية السماوات المفتوحة                 | ?                    | ?                  |
|             | المنظمة الهيدروغرافية الدولية             | ?                    | ?                  |
|             | الاتحاد الدولي للاتصالات                  | 1866                 | 1866               |
|             | مؤسسة التمويل الدولية                     | 20 يوليو 1956        | 20 يوليو 1956      |
|             | المنظمة الأوروبية لسلامة الملاحة الجوية   | 1994                 | 1960               |
|             | المركز الدولي لتسوية المنازعات الاستشارية | 15 سبتمبر 1967       | 20 سبتمبر 1967     |
|             | مجموعة أستراليا                           | 1986                 | 1985               |
|             | مجموعة الموردين النوويين                  | ?                    | ?                  |

## أعلام
هذه قائمة لبعض الشخصيات التي تربطها علاقات بالبلدين:
- آن الكييفية (1025 – 5 سبتمبر 1075)
- توماس بونيفي (12 سبتمبر 1879 – 19 مايو 1960)
- روبرت الثاني ملك فرنسا (سياسي فرنسي، 27 مارس 972 – 20 يوليو 1031)
- رولو الأول دوق نورماندي (846 – 930)
- فيليب الأول ملك فرنسا (23 مايو 1052 – 29 يوليو 1108)
- كارل سيغفريد بونيفي (19 ديسمبر 1804 – 13 أكتوبر 1856)
- كريستينا باور (لاعبة كرة طائرة فرنسية، 1988 – )
- مادس جيلبرت (2 يونيو 1947 – )
- يان إيريك دي لانلاي (لاعب كرة قدم نرويجي، 14 مايو 1992[30] – )
- يان تيرسن (ملحن فرنسي، 23 يونيو 1970[31] – )

## وصلات خارجية
- موقع وزارة الخارجية النرويجية
- موقع وزارة الخارجية الفرنسية